# آلن دیتوربید
آلن دیتوربید (فرانسوی: Alain Dithurbide‎؛ زادهٔ ۱۸ ژانویهٔ ۱۹۵۹) دوچرخه‌سوار اهل فرانسه است.